# Ina Tempel

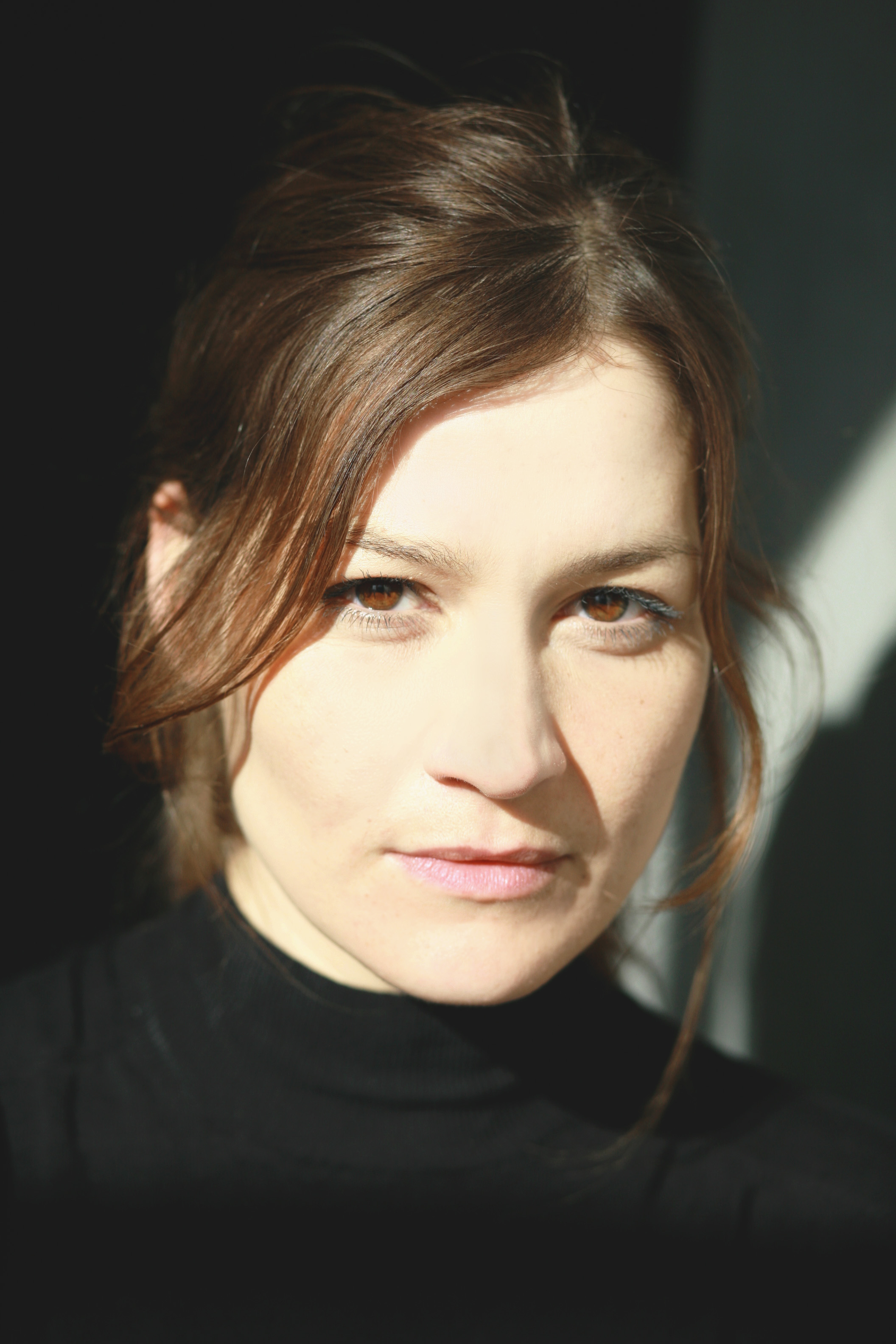
Ina Tempel (2014)

Ina Tempel (* 3. Juni 1978 in Brandenburg an der Havel) ist eine deutsche Theater- und Filmschauspielerin.

## Werdegang
Erste Theatererfahrungen sammelte Ina Tempel in der Jugendtheatergruppe des Brandenburger Theaters. Sie machte 1997 in Brandenburg an der Havel an der von Saldern-Gymnasium Europaschule ihr Abitur. Von 2000 bis 2004 studierte sie Schauspiel am Max Reinhardt Seminar der Universität für Musik und darstellende Kunst Wien. Während des Studiums hatte sie Gastauftritte am Schauspielhaus Wien und gewann in Graz 2003 den Darstellerpreis beim Schauspielschultreffen. Nach dem Studienabschluss hatte Ina Tempel bis 2006 ihre erste Anstellung am Landestheater Linz, wo sie unter anderem die Rolle der Marlies in Mit dem Gurkenflieger in die Südsee von Christoph Nußbaumeder unter der Regie von Bernarda Horres spielte. Weiterhin spielte sie unter der Regie Christian Wittmanns in Augenzeuge. Dem Fall Jägerstätter nachempfunden von Joshua Sobol. Es folgte 2006 bis 2007 ein Engagement an den Vereinigten Bühnen Bozen. Dort spielte sie unter anderem die Alice in Alices Reise in die Schweiz von Lukas Bärfuss unter der Leitung von Dora Schneider.
2007 ging Ina Tempel zurück nach Deutschland. Sie spielte zunächst bis 2008 an der Schaubühne am Lehniner Platz. Rollen waren 2007 die der Braut und der Nachbarin in Mord von Hanoch Levin unter Avishai Milstein und der Alice in Wunderland unter der Regie von Johannes von Matuschka. 2007 bis 2008 spielte sie in der Deutschlandsaga unter der Regie von Robert Borgmann und Jan-Christoph Gockel. Bis 2011 folgten diverse Anstellungen an Berliner Bühnen wie der Volksbühne Berlin, dem Ballhaus Ost und dem Heimathafen Neukölln.
2011 und 2012 spielte sie in Reenacting the Reenactment unter Sebastian Hirn unter anderem die Rolle der Ulrike Meinhof. Das Stück kam beispielsweise im Maximiliansforum München und auf dem Rodeofestival München zur Aufführung. Ebenfalls die Rolle der Ulrike Meinhof spielte Ina Tempel 2012 in Das Leben ist ein schweres Spiel unter der Regie Hirns. Es folgten Rollen an der Hochschule für Schauspielkunst „Ernst Busch“ Berlin als Susanne und Gast in Die dritte Generation unter der Leitung Elsa Vortischs und an der Studiobühne Köln als Bine im Stück Hamlet ist tot – keine Schwerkraft unter Daniel Schüßler.
2013 trat Tempel in Hedda Gabler am Theater Aachen auf. Sie spielte die Rolle der Elvstedt. Die Regie hatte Ludger Engels. Am Kleist-Forum in Frankfurt (Oder) spielte sie Meroe und Prothoe im Stück Penthesilea unter der Leitung Petra Pschingers. Rollen 2014: in FaustIn and Out von Elfriede Jelinek unter Paulina Neukampf und als Gas in Sleeping with the enemy unter Anton Krause im Thalia Theater Hamburg.
Seit 2017 ist Ina Tempel bei Outposts of Resistance beteiligt, einem Dokumentartheaterprojekt, das sich mit den Ursachen und den Auswirkungen des Irakkrieges 2003 auseinandersetzt. Regie führt Sebastian Hirn. Aufführungsorte waren das Ballhaus Ost in Berlin, die Lothringer13 in München und das Tabacalera in Madrid.

## Filmografie
- 2009: Faust. Der Tragödie erster Teil, Deutsche Film- und Fernsehakademie Berlin, Regie: Ingo J. Biermann
- 2011: 70 Filme zu Rosas 70sten, Regie: Rosa von Praunheim
- 2011: Tourist, Deutsche Film- und Fernsehakademie Berlin, Regie: Christin Freitag
- 2012: Leben, Regie: Carolin Färber
- 2013: Anyways – Spielt keine Rolle, Deutsche Film- und Fernsehakademie Berlin, Regie: Annika Pinske[6]
- 2016: Taschengeld, Deutsche Film- und Fernsehakademie Berlin, Regie: Annika Pinske
- 2016: Kosmonautensehnsucht, Regie: Catharina Göldner
- 2018: Wochenende, Deutsche Film- und Fernsehakademie Berlin, Regie: Luis Schubert[7]